# Saxidomus purpurata
Saxidomus purpurata is een tweekleppigensoort uit de familie van de Veneridae. De wetenschappelijke naam van de soort is voor het eerst geldig gepubliceerd in 1852 door Sowerby II.